# Métropole (film)
Pour les articles homonymes, voir Métropole (homonymie).
Métropole est un film québécois réalisé par Arthur Burrows et Jean Palardy, sorti en 1947.
Produit par  pour l'Office national du film, ce film est une ode à la ville de Montréal (Québec).

## Synopsis
On suit pas-à-pas un couple d'amoureux en effectuant un tour de la vaste cité : des églises aux grands entrepôts, des élévateurs à grain aux boîtes de nuit, en passant entre autres par les jardins publics et le parc Belmont. Le film nous amène aussi, le jour comme la nuit, l'été comme l'hiver, dans ses quartiers chics et populaires de la métropole.

## Fiche technique
- Réalisation : Arthur Burrows et Jean Palardy
- Scénario : Lorne C. Batchelor et Roger Racine[1]
- Musique : Louis Applebaum
- Montage : Nicholas Balla
- Photographie : Lorne C. Batchelor et Roger Racine
- Production : Sydney Newman
- Société de production : Office national du film
- Pays de production :  Canada ( Québec)
- Format : noir et blanc - 1,33:1
- Durée : 11 minutes
- Date de sortie : 1947

## Distribution
- Roger Baulu : narrateur (voix)
- Juliette Béliveau
- Janette Bertrand
- Gratien Gélinas
- Jean Lajeunesse
- Camillien Houde : lui-même (maire de Montréal)